# Ferrocarril del Caucas del Nord

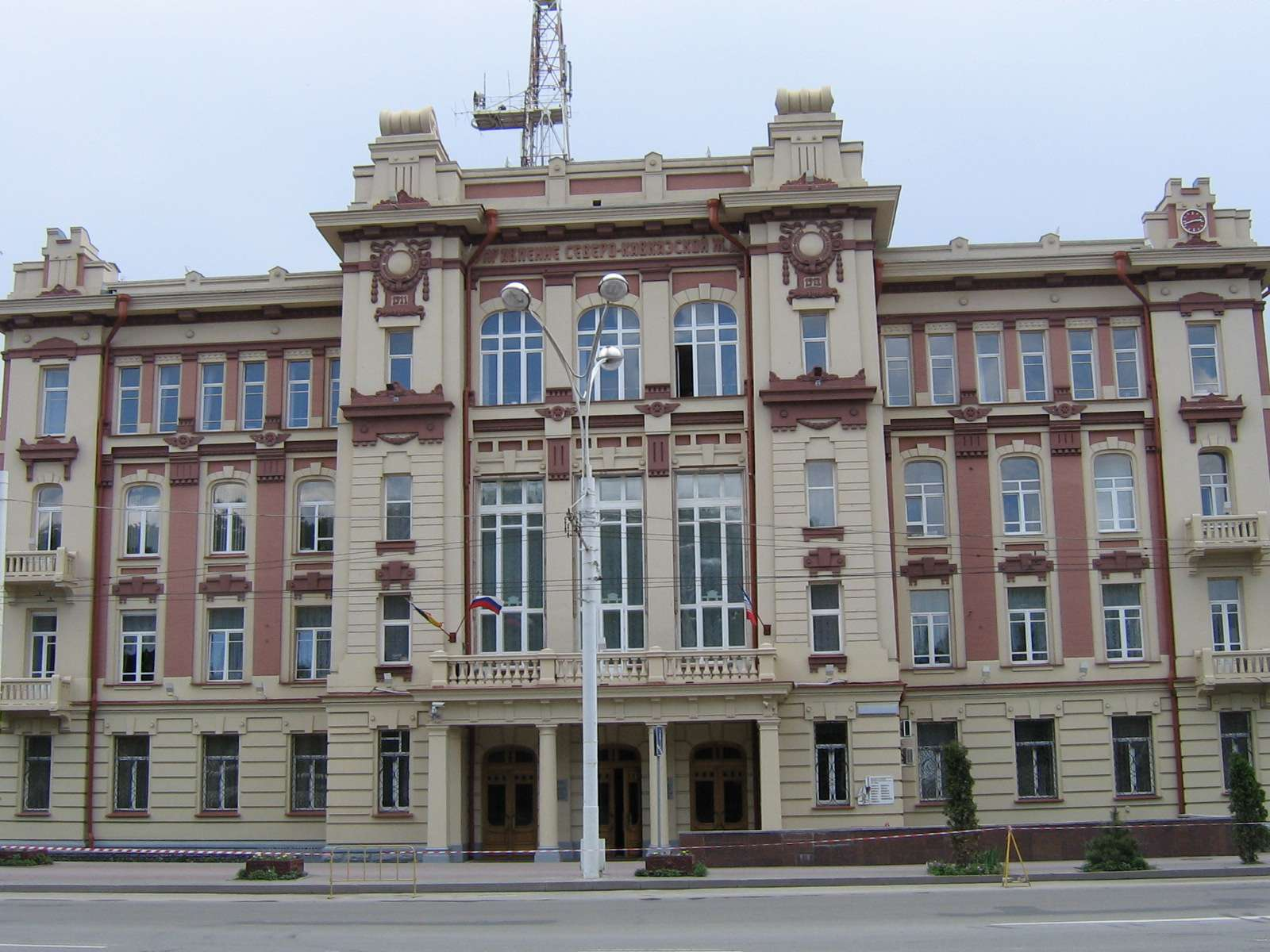
Seu del ferrocarril a Rostov del Don.

El ferrocarril del Caucas del Nord (en rus: Северо-Кавказская железная дорог) és una línia de ferrocarril de Rússia, al Caucas del Nord que uneix la mar d'Azov, la mar Negra i la mar Càspia. Travessa els subjectes federals russos de l'óblast de Rostov, el krai de Stàvropol, el krai de Krasnodar, la república d'Adiguèsia, la república de Kabardino-Balkària, la república de Karatxai-Txerkèssia, la república d'Ossètia del Nord - Alània, la república d'Ingúixia, la república de Txetxènia, la república del Daguestan i la república de Calmúquia. Té la seu a Rostov del Don.
La xarxa comprèn les branques de passatgers i mercaderies de Grozni, Mineràlnie Vodi, Makhatxkalà, Krasnodar i Rostov, a més de dos «trens de nens» a Vladikavkaz i Rostov. El 2005 tenia 6.315,9 km de línia i 403 estacions (281 de mercaderies). Tota la xarxa és d'ample rus (1520 mm). Se'n fa càrrec els Ferrocarrils Russos i hi treballen 60.757 persones.
Les principals destinacions de passatgers del tren són els centres de vacances de Sotxi, Guelendjik, Ieisk i Anapa, i els balnearis de Goriatxi Kliutx i Kislovodsk. La línia de Sotxi, al llarg de la costa de la mar Negra, és especialment utilitzada, amb combois especials per als viatgers. Quant al transport de mercaderies, les principals estacions són els ports petroliers de Novorossiïsk i Tuapsé.
El 2007 va transportar 38 milions de passatgers en llarga distància i uns altres tants en trànsits locals, i més de 80 milions de tones de mercaderies.

## Història
Línia de temps del progrés de la construcció des del 1861. Va ser el primer ferrocarril del Caucas del Nord.
| Any de construcció | Tram                                 |
| ------------------ | ------------------------------------ |
| 1861               | Xakhti - Aksai                       |
| 1871               | Zvérevo - Xakhti                     |
| 1872               | Rostov del Don - Vladikavkaz         |
| 1875               | Aksai - Rostov del Don               |
| 1901               | Kropotkin - Krasnodar                |
| 1911               | Bataisk - Azov                       |
| 1911               | Pàvlovskaia - Ieisk                  |
| 1911               | Armavir - Maikop                     |
| 1912               | Belorétxensk - Tuapsé                |
| 1914               | Krasnodar - Primorsko-Akhtarsk       |
| 1915               | Bataisk - Salsk                      |
| 1915               | Prokhladni - Gudermès                |
| 1916               | Palagiada - Vinodélnoie              |
| 1923               | Tuapsé - Sotxi                       |
| 1927               | Sotxi - Matsesta - Àdler             |
| 1928               | Svetlograd - Blagodàrnoie            |
| 1931               | Vinodélnoie - Dívnoie                |
| 1931               | Rostov del Don - Khapri              |
| 1931               | Komsomolski - Neftegorsk             |
| 1931               | Maikop - Kamennomostski              |
| 1940               | Labinsk - Xedok                      |
| 1942               | Gudermès - Astracan                  |
| 1942               | Àdler - Sukhumi                      |
| 1944               | Krimsk - Starotítarovskaia           |
| 1969               | Dívnoie - Elistà                     |
| 1971               | Zvérevo - Krasnodonski               |
| 1977               | Anapa - Iurovski                     |
| 1978               | Krasnodar - Tuapsé                   |
| 1987               | Blagodàrnoie - Budiónnovsk           |
| 1989               | Pesxanokópskoie - Krasnogvardéiskoie |

El 1937 el ferrocarril del Caucas del Nord fou reanomenat amb el nom del líder soviètic Grigori Ordjonikidze, però aviat va recuperar el seu nom original. A finals de la dècada del 1950 la major part de la línia ja estava electrificada.

## Galeria d'imatges

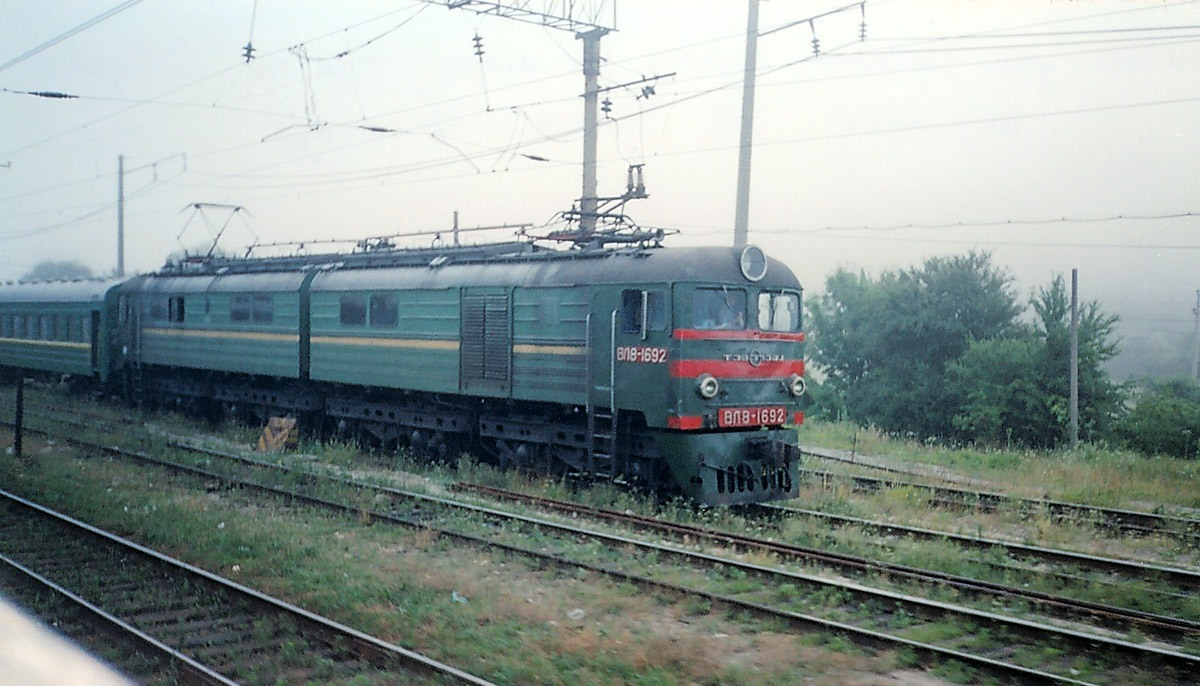
Tren elèctric VL8-1692, prop de Tuapsé.
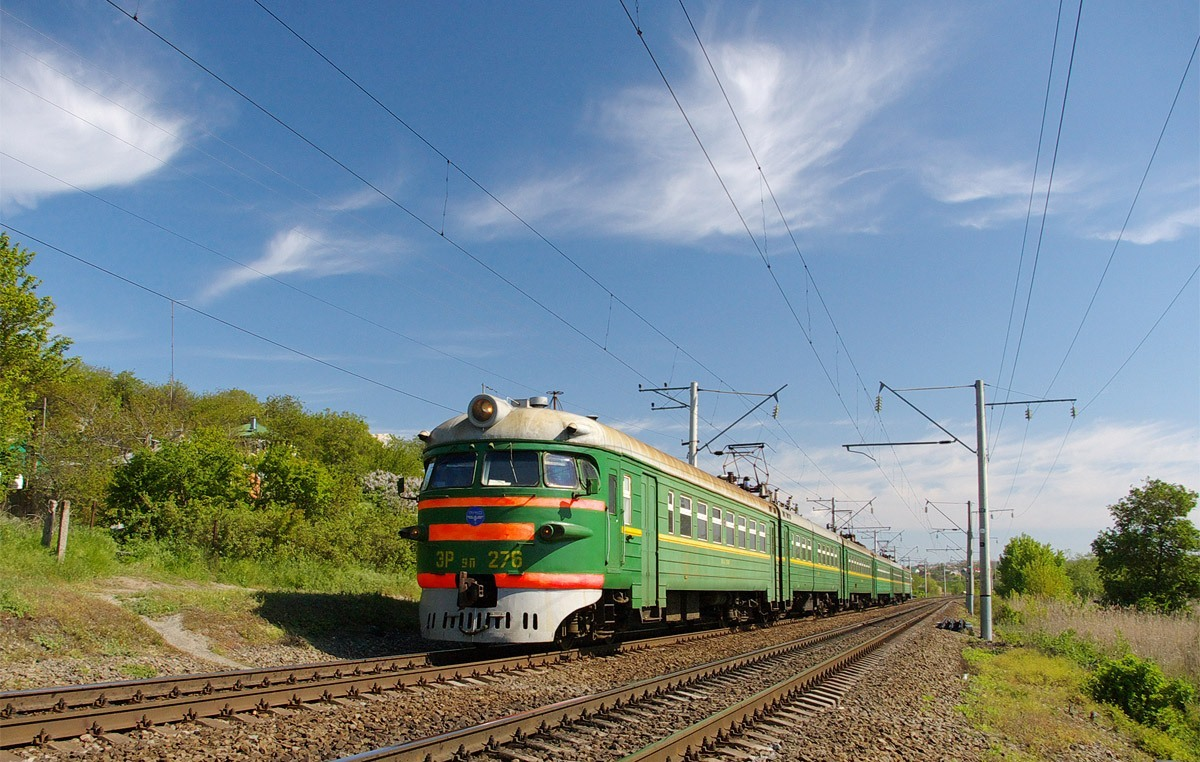
Tren elèctric ER9P-276, entre Berdanossovka i Bolxoi Log.
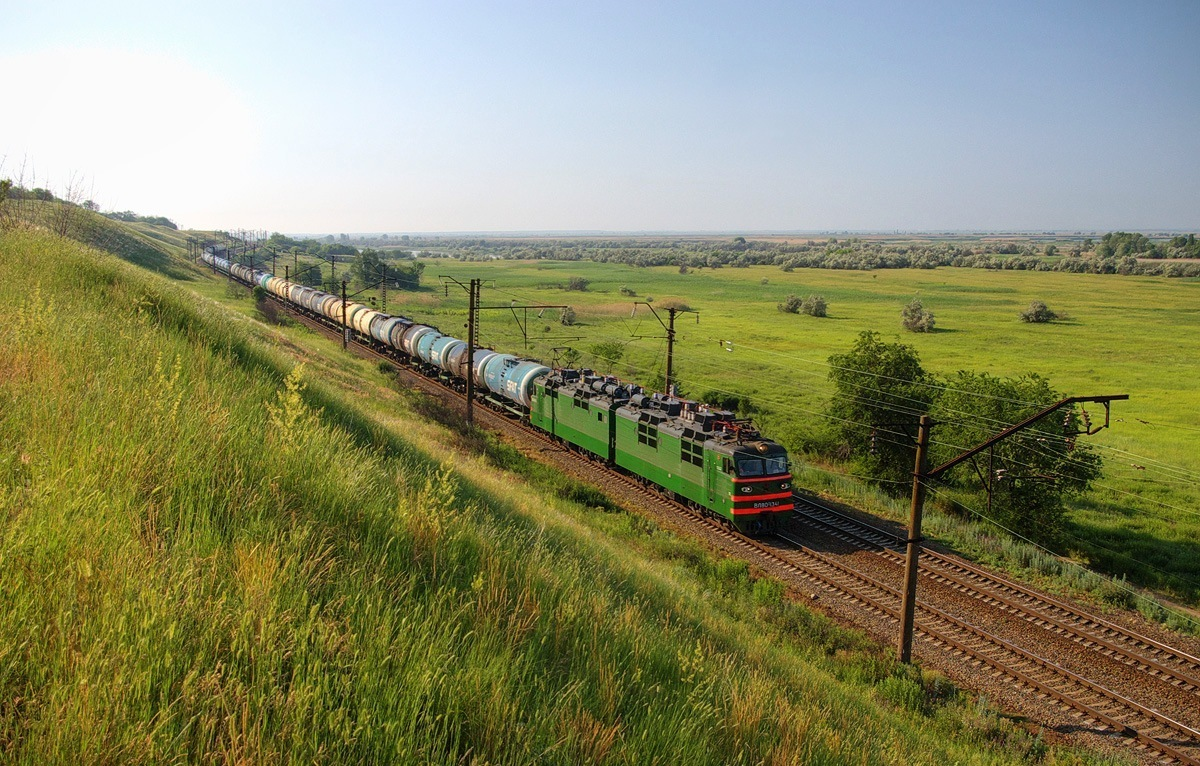
Tren elèctric VL80T-1341, entre Khapri i Mokri Txàltir.
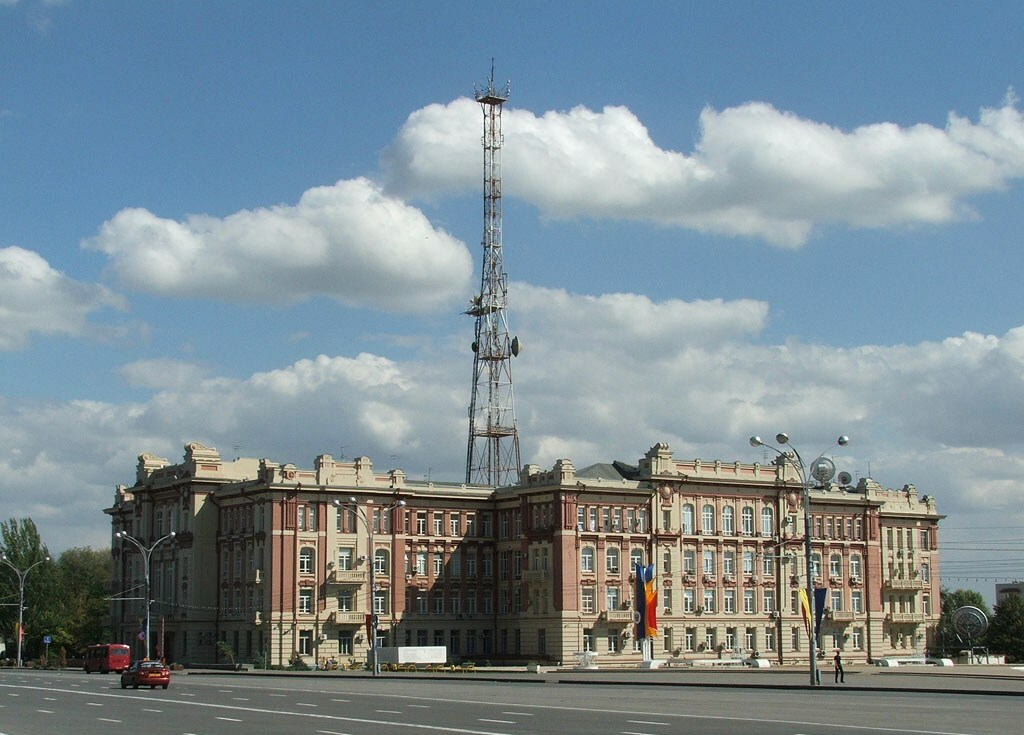
Edifici de la seu a Rostov del Don.
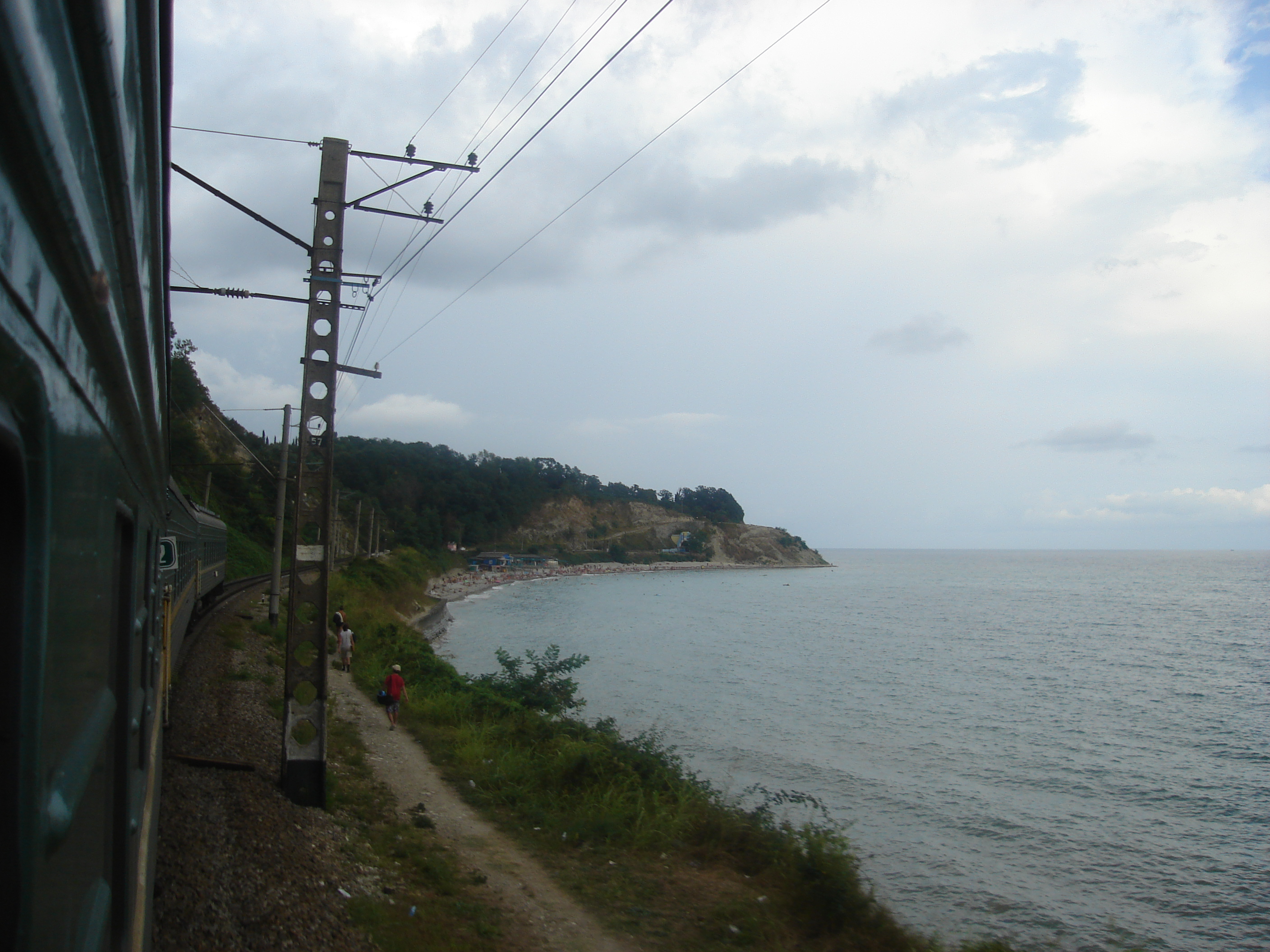
El tren al llarg de la costa de la mar Negra del Caucas.